# Buzy
Buzy är en kommun i departementet Pyrénées-Atlantiques i regionen Nouvelle-Aquitaine i sydvästra Frankrike. Kommunen ligger i kantonen Arudy som tillhör arrondissementet Oloron-Sainte-Marie. År 2022 hade Buzy 1 011 invånare.

## Befolkningsutveckling
Antalet invånare i kommunen Buzy
| Referens: INSEE |